# Wincenty Broniwój-Orliński
Wincenty Julian Broniwój-Orliński vel Szwengler, Poziński, Hans Opel, Hans Schmidt, ps. „Broniwój”, „Orzeł”, „Działosz”, „Kwietniewski”, „Traute”, „Weber”, „Julek” (ur. 31 grudnia 1913 w Czempiniu, zm. 11 listopada 2006 w Berlinie) – polski wojskowy, prawnik, polityk, działacz emigracyjny. Agent wywiadu amerykańskiego, francuskiego, polskiego i brytyjskiego; organizator siatki szpiegowskiej na terenie Polskiej Rzeczpospolitej Ludowej działającej w latach 1950–1954 na rzecz wywiadów amerykańskiego (w porozumieniu z Organizacją Gehlena), a następnie francuskiego za zgodą emigracyjnego rządu RP w Londynie, później współpracownik wywiadu PRL. Delegat Rządu RP na Uchodźstwie na Niemcy Zachodnie 1974–1990.

## Życiorys
W 1937 roku ukończył studia na Wydziale Prawa Uniwersytetu Poznańskiego. Był uczestnikiem wojny obronnej 1939 roku, oficerem Armii Krajowej (w Dziale Przerzutów Powietrznych Komendy Głównej AK) oraz brał udział w powstaniu warszawskim (służąc w Oddziale V – Szefostwo Przerzutów Powietrznych). 
Po zakończeniu II wojny światowej był do 1947 sędzią sądu polowego przy 1 Dywizji Pancernej w Polskich Siłach Zbrojnych na terenie brytyjskiej strefy okupacyjnej. Osiadł w Hamburgu, gdzie pracował w firmie handlowej i kancelarii prawnej, a następnie otworzył własną kancelarię, która często reprezentowała polskich uchodźców. Działał w Zjednoczeniu Polskich Uchodźców (ZPU) od jego założenia w 1951.
Po uzyskaniu zgody polskich władz wojskowych w Londynie rozpoczął na początku 1950 współpracę z wywiadem amerykańskim i Organizacją Gehlena. W tym samym roku przedostał się przez Berlin do Polski, gdzie budował siatkę kontaktów wywiadowczych na bazie komórki Działu Zrzutów Powietrznych KG AK i podziemia niepodległościowego, a także zbierał informacje o polskich i radzieckich obiektach wojskowych i przemysłowych. Po powrocie z pierwszej misji odbył przeszkolenie wywiadowcze w Geislingen, a jego głównym kontaktem został mjr Bolesław Zawalicz-Mowiński, pełniący kierownicze funkcje w Stowarzyszeniu Polskich Kombatantów w Niemczech (SPK) i ZPU. Współpracował na terenie Polski ze zwerbowanym przez siebie dla Amerykanów Marianem Szymczakiem (straconym w 1953 za działalność wywiadowczą) – ich siatka liczyła łącznie 70 osób. Był aktywny głównie w Warszawie i Poznaniu. W 1952 powołując się na brak zaufania do Niemców motywowany troską o polskie interesy zerwał z wywiadem amerykańskim i poprzez Zawalicz-Mowińskiego uzyskał zgodę władz londyńskich na współpracę z francuskim wywiadem lotniczym, któremu podczas przeszkolenia w Baden-Baden przekazał zebrane dotąd informacje. Wracając z Polski, gdzie tworzył nową siatkę, wydostał się ranny z zasadzki Wojsk Ochrony Pogranicza nad Nysą. W 1953 utracił francuskie finansowanie z powodu problemów z werbunkiem agentów, a aresztowany Szymczak zdekonspirował jego siatkę (m.in. aresztowana została żona Orlińskiego). W 1954 odnaleziony w Niemczech przez Ministerstwo Bezpieczeństwa Publicznego podjął współpracę najpierw z kontrwywiadem, a następnie na kilka lat z wywiadem PRL, jednocześnie wykonując zadania dla wywiadu brytyjskiego.
Był wieloletnim prezesem SPK oraz hamburskiego oddziału Związku Polaków „Rodło”. Cieszył się ogromnym zaufaniem w środowisku polonijnym. W latach 1974–1990 zajmował stanowisko delegata Rządu RP na uchodźstwie na Republikę Federalną Niemiec (w tym czasie podlegali mu delegaci niższego rzędu w RFN). Ufundował fortepian Steinway & Sons dla pałacu Radziwiłłów w podostrowskim Antoninie.
W 1990 asystował prezydentowi RP na uchodźstwie Ryszardowi Kaczorowskiemu podczas ceremonii przekazania insygniów Rzeczypospolitej Polskiej prezydentowi Lechowi Wałęsie na Zamku Królewskim w Warszawie. Od 1990 związany z Wielkopolską Izbą Adwokacką.
W 1944 mianowany do stopnia porucznika AK, w 1953 otrzymał awans na kapitana z rąk gen. Andersa. Major rezerwy od 1990, później awansowany na podpułkownika i pułkownika.
Pochowany na Starym Cmentarzu w Ostrowie Wlkp.

## Odznaczenia i wyróżnienia
- Krzyż Srebrny Orderu Virtuti Militari (1944)[6][9]
- Krzyż Komandorski z Gwiazdą Orderu Odrodzenia Polski (9 października 1996)[10][9]
- Krzyż Komandorski Orderu Odrodzenia Polski (11 listopada 1990)[11][9]
- Krzyż Oficerski Orderu Odrodzenia Polski (28 września 1978)[12][9]
- Krzyż Walecznych (1943)[9]
- Złoty Krzyż Zasługi z Mieczami (1952)[9]
- Złoty Krzyż Zasługi (1974)[13]
- Krzyż Armii Krajowej[9]
- Medal Wojska Polskiego[9]
- Medal „Za udział w wojnie obronnej 1939”[9]
- Honorowe Obywatelstwo Miasta Ostrowa Wielkopolskiego.